# Ketten (Geisa)
Ketten ist ein Ortsteil von Geisa im Wartburgkreis in Thüringen.

## Lage
Der Ortsteil Ketten liegt im Biosphärenreservat Rhön, am Fuß des 639,4 Meter hohen Rößberges an der hessisch-thüringischen Landesgrenze südlich von Geisa. Südwestlicher Nachbarort ist das hessische Gotthards. Ketten liegt im südlichsten Zipfel des Wartburgkreises. Die geographische Höhe des Ortes beträgt 400 m ü. NN.

## Geschichte
Der Ortsname Ketten wurde erstmals 1062 erwähnt. Es folgt ein Beleg vom 9. März 1186.
Das Dorf gehörte im Mittelalter zum Herrschaftsgebiet des Klosters Fulda, es war dem Amt Rockenstuhl zugeteilt. Die niedere Gerichtsbarkeit und Verwaltung wurde von einem Ortsadeligen ausgeübt. Das ehemalige Schloss der Herren von Ketten wurde um 1790 abgebrochen. Zu diesem Zeitpunkt war der Ort bereits Teil der Herrschaft der Herren von Tann, sie besaßen das Dorf vom 16. bis 18. Jahrhundert. Im Ortskern steht eine kleine St.-Georgs-Kirche, sie wurde 1807 restauriert. Am Ortsrand befindet sich ein aufgelassener Steinbruch, der in der Winterzeit für die Bauern Arbeitsgelegenheiten bot.
Nach dem Ende des Zweiten Weltkrieges lag Ketten im streng bewachten Grenzgebiet und konnte nur mit einem Passierschein über eine einzige Wegeverbindung besucht werden, die Isolation des Dorfes verhinderte jede wirtschaftliche Entwicklung.   Mitte Januar 1990 wurden die letzten Barrikaden des Grenzsicherungs- und Signalzaunes (GSSZ) im 500 Meter breiten „Todeskorridor“ beseitigt, die fast 30 Jahre die uralte Wegeverbindung zwischen Motzlar und Ketten versperrt hatten. Somit war der Weg für die Versorgungsfahrzeuge zehn Kilometer kürzer und damit auch der Weg in die Bundesrepublik. In Ketten hat nach 1990 ein Vollerwerbslandwirt die Bewirtschaftung der landwirtschaftlichen Flächen übernommen, er bietet in seinem Hofladen Rhöner Wurstspezialitäten an.
Ein bedeutender Teil der Flur entlang des Grenzstreifens wurde dem Naturschutz gewidmet und bildet die Pflegezone des Biosphärenreservates Rhön. Mit Bestürzung wurden deshalb im Sommer 2012 die Pläne einer Ausweitung des Schutzgebietes von der Bevölkerung aufgenommen. Im Sommer 2022 verabschiedeten zwei betroffene Landräte und 21 Bürgermeister, darunter die Bürgermeisterin von Geisa, die Rhöner Petition gegen verschärfende Regelungen im Biosphärenreservat Rhön. Davon und von 1400 Widersprüchen unbeeindruckt verabschiedete das noch von Bündnis 90/Die Grünen geführte Thüringer Umweltministerium im Herbst 2024 die überarbeitete Verordnung des Biosphärenreservates Thüringische Rhön. Sie trat am 1. Oktober 2024 in Kraft.
Vom 25. März 1994 bis zum 31. Dezember 2008 bildeten Geismar, Ketten, Spahl, Walkes, Reinhards und Apfelbach die Gemeinde Rockenstuhl.

## Kultur und Sehenswürdigkeiten

### Sehenswürdigkeiten
Die Dorfkirche St. Georg stammt aus dem Jahr 1807. Auf dem Gipfel des Rößberges wurde von der mehrheitlich katholischen Bevölkerung 1947 ein Flurkreuz errichtet. Einige Einwohner von Ketten errichteten 2007 am Ortsrand eine kleine Mariengrotte. Eine weitere Grotte an der Flurgrenze nach Gotthards gedenkt seit 1990 der Deutschen Wiedervereinigung.

### Veranstaltungen
Das kulturelle Leben wird vom Karnevalsverein und dem Kirmesverein geprägt, zudem gibt es noch einen Feuerwehrverein. Neben Karneval und Kirmes wird das Bildtannenfest jährlich an der Flurgrenze zum Nachbarort Gotthards begangen. Die Bildtanne war ein Tannenbaum, der genau auf jener Flurgrenze stand und im Zuge der Befestigung der Innerdeutschen Grenze gefällt wurde.